# 1349 (EP)
1349 är det norska black metal-bandet 1349s första EP, utgiven 15 februari 2001 av skivbolaget Holycaust Records.
Spår 1 – 3 är inspelad i FIX Studios och spår 4, en Celtic Frost-cover, är inspelad live i Hellraiser Studios.

## Låtlista
1. "End of All" (1349/Archaon/Ravn/Seidemann) – 5:50
2. "Antichrist Warzone" (1349/Archaon/Ravn/Seidemann) – 4:23
3. "Chaos Within" (1349/Ravn/Seidemann) – 4:08
4. "The Usurper" (live) (Tom G. Warrior) – 3:27

## Medverkande
Musiker (1349-medlemmar)
- Ravn (Olav Bergene) – sång, trummor
- Archaon (Idar Burheim) – gitarr
- Tjalve (André Kvebek) – gitarr
- Seidemann (Tor Risdal Stavenes) – basgitarr

Bidragande musiker
- Frost (Kjetil-Vidar Haraldstad) – trummor
- Destroyer (Kenneth Svartalv Skibrek Halvorsen) – vokal

Produktion
- Ravn – producent, ljudtekniker
- Destroyer – producent
- FIX – ljudtekniker
- Tom Kvålsvoll – mastring
- Erik Flatland – omslagsdesign
- Xen – omslagsdesign
- Janne – foto

### Fotnoter
1. ↑  1349 på discogs.com